# کوفوریدوئا
کوفوریدوئا (به لاتین: Koforidua) یک منطقهٔ مسکونی در غنا است که در منطقه شرقی (غنا) واقع شده‌است.

## خصوصیات
کوفوریدوئا ۱۲۷٬۳۳۴ نفر جمعیت دارد و ۲۳۸ متر بالاتر از سطح دریا واقع شده‌است.